# Mecz lekkoatletyczny Polska – Litwa 1939
Mecz lekkoatletyczny Polska – Litwa 1939 – zawody lekkoatletyczne, które odbyły się 10 i 11 czerwca 1939 roku w Warszawie.
Pierwotnie w podobnym terminie (17–18 czerwca) planowano w Warszawie mecz lekkoatletyczny Polski z Niemcami, jednak napięta sytuacja polityczna oraz brak potwierdzenia przyjazdu drużyny niemieckiej spowodował odwołanie spotkania. W związku z tym zdecydowano o organizacji meczu z Litwą.
Było to pierwsze spotkanie pomiędzy tymi państwami. Mecz rozegrano między reprezentacjami mężczyzn. Polska pokonała Litwę 105:59.

## Rezultaty
| Konkurencja:               | 1. miejsce                                                                               | Rezultat | 2. miejsce                                                        | Rezultat | 3. miejsce           | Rezultat | 4. miejsce           | Rezultat |
| Bieg na 100 m              | Kazimierz Ładnowski                                                                      | 11,4     | M. Prejsas                                                        | 11,4     | Jan Tęsiorowski      | 11,5     | Kazlanas             |          |
| Bieg na 200 m              | Kazimierz Ładnowski                                                                      | 23,4     | Vladas Bakūnas                                                    | 23,5     | Stanisław Sulikowski | 23,6     | M. Prejsas           | 24,3     |
| Bieg na 400 m              | Wacław Gąssowski                                                                         | 50,2     | Vladas Bakūnas                                                    | 52,4     | Aleksy Mozolewski    | 52,9     | Karosas              | 58,3     |
| Bieg na 800 m              | Wacław Gąssowski                                                                         | 1:56,4   | Wacław Winecki                                                    | 2:00,4   | Cernijus             | 2:05,8   | Barkauskas           | 2:11,8   |
| Bieg na 1500 m             | Jan Staniszewski                                                                         | 3:58,2   | Wacław Soldan                                                     | 4:01,2   | Aleksiejus Šimanas   | 4:06,2   | Cernijus             |          |
| Bieg na 5000 m             | Józef Noji                                                                               | 15:16,0  | Kazimierz Herman                                                  | 15:45,6  | Alfonsas Vietrinas   | 16:13,6  | Lutkus               | 16:40,8  |
| Bieg na 110 m przez płotki | Stanisław Sulikowski                                                                     | 15,8     | Aleksander Joczys                                                 | 15,9     | Vladislovas Komaras  | 16,4     | Balčius              | 17,0     |
| Bieg na 400 m przez płotki | Roman Kaszta                                                                             | 59,1     | Aleksander Jurkowski                                              | 1:00,4   | Balčius              | 1:01,8   | Jonas Vabalas        | 1:02,5   |
| Sztafeta 4 × 100 m         | Polska · Kazimierz Ładnowski · Zygmunt Pieńkowski · Jan Tęsiorowski · Edward Trojanowski | 44,9     | Litwa · M. Prejsas · Vladas Bakūnas · Majzlejcha · Kazlanas       | 45,2     |                      |          |                      |          |
| Sztafeta 100–200–300–400 m | Polska · Jerzy Jaszczuk · Kazimierz Ładnowski · Janusz Kusociński · Wacław Gąssowski     | 2:03,2   | Litwa · Karosas · Mazjlejcha · Antanas Tamulynas · Vladas Bakūnas | 2:06,0   |                      |          |                      |          |
| Skok wzwyż                 | Vladislovas Komaras                                                                      | 1,80     | Szczepan Kalinowski Jerzy Siemiątkowski                           | 1,70     |                      |          | V. Kasiulis          | 1,60     |
| Skok o tyczce              | Walerian Mucha                                                                           | 3,90     | Juliusz Kluk                                                      | 3,70     | Jonas Vabalas        | 3,635    | Urbijetis            | 3,20     |
| Skok w dal                 | Karol Hoffman                                                                            | 6,98     | Andrackas Kondrackas                                              | 6,89     | Slavikas             | 6,51     | Stanisław Sulikowski | 6,51     |
| Trójskok                   | Edward Luckhaus                                                                          | 14,52    | Karol Hoffman                                                     | 14,38    | Andrackas Kondrackas | 14,25    | V. Gontis            |          |
| Pchnięcie kulą             | Witold Gerutto                                                                           | 15,21    | B. Jankunas                                                       | 13,60    | Mieczysław Łomowski  | 13,41    | L. Puškanigis        | 12,93    |
| Rzut dyskiem               | Witold Gerutto                                                                           | 45,15    | Leonid Fiedoruk                                                   | 43,67    | J. Krištaponis       | 39,03    | B. Jankunas          | 38,33    |
| Rzut oszczepem             | Witold Gerutto                                                                           | 60,67    | Medard Gburczyk                                                   | 58,80    | Antanas Tamulynas    | 55,52    | J. Kamičaitis        | 54,74    |